# SpongeBob SquarePants
SpongeBob SquarePants (Bob Esponja Calça Quadrada no Brasil) é uma série de animação americana, criada pelo biólogo marinho e animador Stephen Hillenburg, sendo produzida e exibida pelo canal Nickelodeon. A série narra as aventuras e os empreendimentos do personagem-título e de seus diversos amigos na fictícia cidade subaquática de Bikini Bottom (Fenda do Biquíni). A popularidade da série a tornou uma franquia de mídia, bem como a animação/série de maior audiência Nickelodeon e a propriedade mais distribuída internacionalmente pela Paramount Media Networks. A franquia de mídia da série gerou um lucro de US$ 13 bilhões em receita de merchandising para a Nickelodeon em 2019. A série é livre para todos os públicos.
Muitas das ideias da série originaram uma história em quadrinhos educacional e inédita, intitulada The Intertidal Zone, que Hillenburg havia criado em meados da década de 1980. Ele começou a desenvolver SpongeBob SquarePants em uma série televisiva em 1996 após o cancelamento de Rocko's Modern Life, e contratou Tom Kenny, que com Hillenburg em Rocko's Modern Life. A animação havia sido originalmente nomeada de SpongeBoy e teve um título provisório de SpongeBoy Ahoy!. Estes títulos foram alterados, com o nome atual da série sendo registrado.
O episódio piloto da animação estreou na  Nickelodeon em 1º de maio de 1999 após a exibição dos Kids' Choice Awards daquele ano, e estreou oficialmente em 17 de julho. A série é mundialmente aclamada desde sua estreia devido a sua simplicidade e ao seu apelo para todas as faixas etárias, e ganhou enorme popularidade em sua segunda temporada. A série inspirou diversas longas-metragens: Bob Esponja - O Filme, Um Herói Fora D'Água e O Incrível Resgate. Duas séries spin-offs também foram produzidas: Kamp Coral e The Patrick Star Show.
A animação foi nomeada em uma variedade de diferentes prêmios, incluindo dezessete indicações à Annie Award e nos Golden Reel Awards (com seis e oito vitórias, respectivamente), quinze nomeações nos Emmy Awards (com uma vitória), treze indicações nos Kids Choice Awards (perdendo apenas uma condecoração) e quatro nomeações nos BAFTA Children (com duas vitórias). Em 2011, Spongiforma squarepantsii — uma espécie descrita como cogumelo — foi nomeada como uma homenagem ao personagem-título do desenho animado. Em junho de 2016 estreou o espetáculo musical SpongeBob SquarePants: The Broadway Musical, apresentado inicialmente no Oriental Theatre em Chicago e no ano seguinte na Broadway, em Nova York.

## Antecedentes e desenvolvimento

### Inspirações iniciais

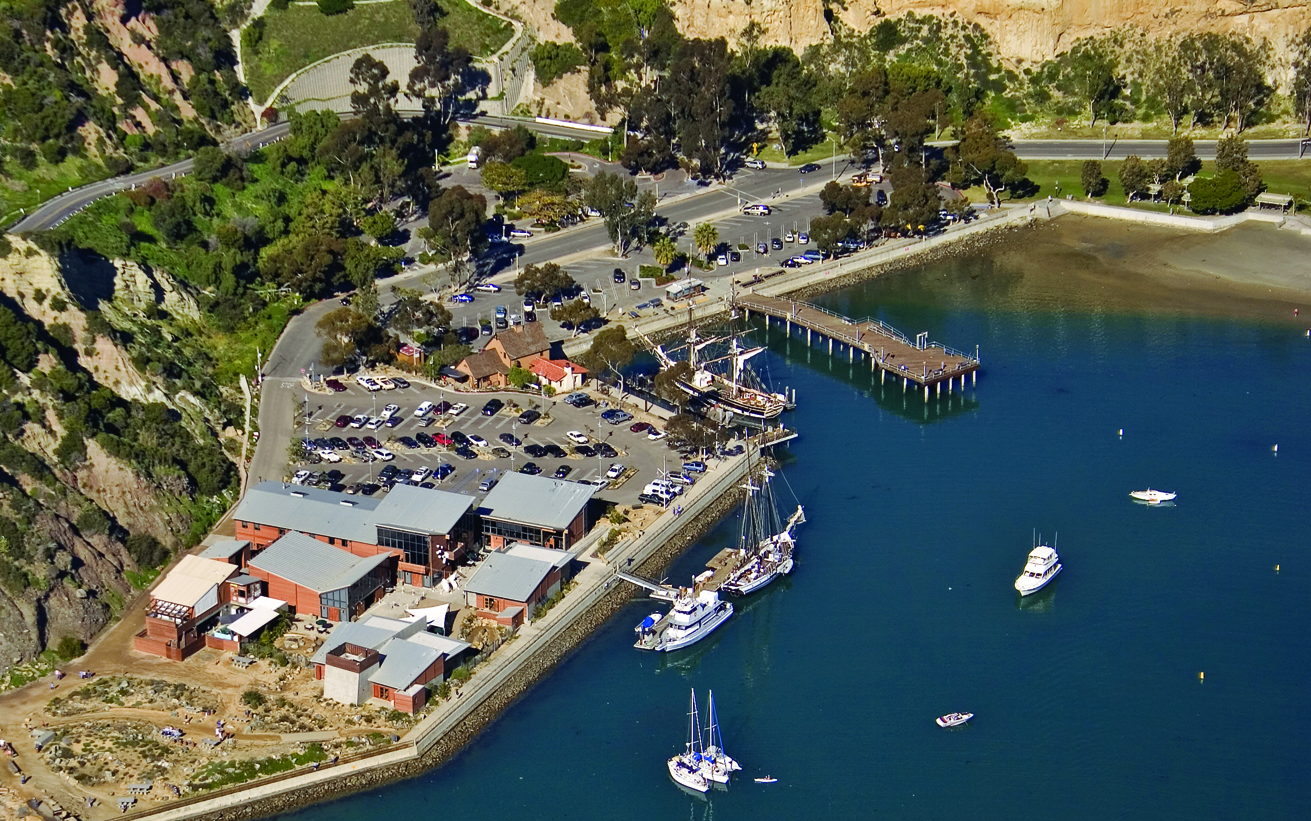
Antes de criar Bob Esponja, Stephen Hillenburg ensinou biologia marinha aos visitantes do Ocean Institute (localizada em Dana Point, Califórnia).

Stephen Hillenburg era fascinado com o oceano desde que era criança. Ainda jovem, ele começou a desenvolver suas habilidades artísticas. No entanto, estes dois interesses não coincidiram por um longo período, pois a ideia de desenhar peixes parecia desinteressante para ele. Durante a faculdade, ele se formou em biologia marinha e em arte minoritária. Ele planejava voltar para a faculdade, eventualmente, para se tornar mestrado em arte. Depois de se formar em 1984, Hillenburg se inscreveu no Ocean Institute, uma organização localizada em Dana Point, Califórnia.
Enquanto estava lecionando no Ocean Institute, Hillenburg inicialmente idealizou o que levaria à criação da série: uma história em quadrinhos intitulada The Intertidal Zone, que foi utilizada pelo instituto para ensinar os alunos sobre a vida animal em piscinas naturais. A história estrelou várias formas antropomórficas de vida marinha, muitos dos quais se transformaram nos personagens da animação. O personagem principal da história era "Bob the Sponge", que, ao contrário de Bob Esponja, se assemelhava a um verdadeira esponja do mar, ao invés de uma esponja de cozinha. Hillenburg tentou publicar os quadrinhos profissionalmente, mas nenhuma das empresas a que enviou as histórias se interessaram.
Em 1987, Hillenburg deixou o instituto para perseguir seu sonho de se tornar um animador, e começou a vislumbrar a ideia de um projeto que envolveria um elenco de vida marinha antropomórfica. Embora ele tenha desenhado vários esboços do conceito, seria quase uma década antes de sua ideia se tornar realidade.

### Concepção
Poucos anos depois de estudar animação experimental no Instituto de Artes da Califórnia, Hillenburg conheceu Joe Murray — criador de Rocko's Modern Life — em um festival de animação, que lhe ofereceu um emprego como o diretor da série. Hillenburg entrou para a série animada da Nickelodeon como escritor, produtor e artista de storyboard durante a terceira temporada da animação, continuando nas mesmas ocupações durante grande parte da quarta temporada da série. Enquanto trabalhava em Rocko's Modern Life, Hillenburg conheceu o escritor Martin Olson, que viu sua história em quadrinhos The Intertidal Zone. Olson gostou da ideia e sugeriu que Hillenburg criasse uma série de televisão com animais marinhos a partir da história em quadrinhos. Isto o levou a criar SpongeBob SquarePants, e disse: "Foi a inspiração para o show". Hilleburg tornou-se amigo de Tom Kenny, que mais tarde dublou a voz de SpongeBob SqaurePants. Kenny disse que "Steve [Stephen Hillenburg] descreveu SpongeBob [SquarePants] para mim como infantil e ingênuo". Kenny concluiu dizendo: "Ele não é um adulto, nem um garoto. Pense um tipo de homem-criança como Stan Laurel ou Jerry Lewis. É como uma espécie de Munchkin, mas não é bem assim [como uma espécie de garoto]. Não é a voz infantil [de Charlie Brown] nos programas de TV".
Rocko's Modern Life terminou em 1996. Pouco depois, Hillenburg começou a trabalhar em SpongeBob Square Pants em parceria com vários veteranos da Nickelodeon e membros da equipe de Rocko's Modern Life. Para a voz de SpongeBob SquarePants, Hillenburg contatou Tom Kenny, que havia trabalhado com ele em Rocko's Modern Life. Originalmente, o personagem seria nomeado de SpongeBoy, e a animação seria chamada de SpongeBoy Ahoy!. No entanto, depois das dublagens do episódio piloto de sete minutos em 1997, o departamento de justiça da Nickelodeon descobriu que o nome já estava em uso para outro produto. Outra razão é que Bob Burden, criador de Flaming Carrot Comics, já possuía um personagem de mesmo nome. Hillenburg decidiu que o nome do personagem deveria conter "Sponge" para que os espectadores não o confundi-lo com um "Cheese Man". Hillenburg decidiu que o nome seria "SpongeBob" e escolheu "SquarePants" como um nome de família, se referindo a forma quadrada do personagem. Ele disse que o personagem "tinha um belo anel para ele".

### Montagem
"Os executivos da Nickelodeon voaram para Burbank e armaram [SpongeBob Square Pants] a partir dos storyboards. Tinha brinquedos de apertar, usávamos camisas havaianas e um aparelho de som para reproduzir a música minúscula ['Livin in the Sunlight, Lovin' in the Moonlight'] que vem no terceiro ato. Nós todos fomos por esse caminho porque sabíamos que o piloto viveria ou morreria se os executivos sorrissem. Quando acabou, eles saíram da sala para discutir o assunto. Nós imaginamos que iríamos voar de volta para Nova Iorque e ouvíamos em poucas semanas. Ficamos surpresos quando eles voltaram e disseram que queria fazer isso.

—Derek Drymon falando sobre a aprovação de SpongeBob SquarePants.
Em 1997, enquanto lançou o desenho para os executivos da Nickelodeon, Hillenburg vestia uma camisa havaiana, junto com um "biotério debaixo d'água com os modelos dos personagens" e uma música havaiana para definir o tema. A configuração foi descrita pelo executivo da Nickelodeon Eric Coleman como "incrível". Quando receberam o dinheiro e duas semanas de prazo para escrever o episódio piloto "Help Wanted", Derek Drymon, Stephen Hillenburg, Tim Hill e Nick Jennings voltaram com o que foi descrito pelo oficial da Nickelodeon Albie Hecht como "uma performance que [ele] queria que [ele] tivesse na fita". Apesar de Drymon ter descrito o campo como estressante, ele disse tudo correu "muito bem". Kevin Kay e Albie Hecht tiveram que sair porque ficaram "exaustos de tanto rir", o que preocupou os cartunistas.
Em uma entrevista, Cyma Zarghami, atual presidente da Nickelodeon, disse que "a reação imediata [dos executivos da Nickelodeon] foi de ver aquele desenho novamente, porque eles gostaram e foi diferente de tudo o que já tinha visto antes". Zarghami foi um dos quatro executivos que estavam presentes quando a animação foi exibido pela primeira vez.

## Produção

### Produção executiva e comando
"Chegou a um ponto em que [eu] senti que eu tinha contribuído demais e que eu dizia o que queria dizer. Nesse ponto, o desenho precisava de um sangue novo, e eu selecionei Paul [Tibbitt] para produzir. Eu confiava nele absolutamente. Sempre gostei do jeito que ele capturava o sentido humorístico dos personagens [de SpongeBob SquarePants]. E como escritor, você tem que seguir em frente, estou desenvolvendo novos projetos".

—Hillenburg falando sobre a produção da animação em entrevista ao jornal The Washington Post.
Stephen Hillenburg atuou como o produtor executivo em toda a série, e era o comandante da série até 2004. A série passou por um período de hiato quando Hillenburg interrompeu a produção do desenho em 2002 para trabalhar na adaptação cinematográfica da série. Depois que o filme foi finalizado e a transmissão da terceira temporada da animação terminou, Hillenburg queria terminar a produção do show, mas a Nickelodeon queria mais episódios. Com isto, Hillenburg acabou renunciando o cargo de comandante da série. Ele não escreve ou comanda o desenho atualmente, mas comenta sobre cada episódio e oferece sugestões. Ele disse: "Eu acho que quando eu estou muito velho, eu ainda posso pintar (...) Eu não sei comandar desenhos".
Após a sua saída como comandante da série, Hillenburg nomeou Paul Tibbitt neste cargo, que havia trabalhado na série como escritor, diretor e artista de storyboard. Hillenburg considerou Tibbitt um de seus membros favoritos da equipe da série, e "confiava nele totalmente". Tibbitt ainda mantém a posição de comandante do desenho e também é produtor de supervisão desde 2005 e produtor executivo do show desde 2008. Em 11 de dezembro de 2014, foi confirmado que Hillenburg voltaria em seu antigo posto..

### Escrita
Para SpongeBob SquarePants, uma equipe de cinco esboços e escritores criam os inícios das histórias. O escritor Luke Brookshier disse que "Bob Esponja é escrito de uma forma diferente do que em muitos programas de televisão". A escrita de um episódio da série começa com um esboço de duas páginas. A partir destes esboços, o diretor de storyboard cria um episódio cheio de piadas e de diálogos. Merriwether Williams, escritora da série, descreveu em uma entrevista que ela e Mr. Lawrence iriam escrever um rascunho para um episódio em uma tarde e que seria concluído às quatro horas da tarde.
Hillenburg havia decidido que SpongeBob SquarePants fosse dirigida por storyboard, em vez de ser dirigida por roteiros. Isto exigiu um workshop em que os artistas "levariam um esboço esquelético da história esquelético e enche-la com piadas visuais, diálogos e uma estrutura que encontram um equilíbrio entre a narrativa e o capricho". Hillenburg originalmente queria "uma equipe de jovens e famintos" para escrever para a série. O grupo, que havia trabalhado com Hillenburg em Rocko's Modern Life, consistia em Alan Smart, Nick Jennings, e Derek Drymon. Steven Banks, roteirista principal, comentou: "Os escritores vêm com uma ideia e escrevem instalações e esboçam descrevendo a história, e storyboarders (que também são escritores) escrevem o diálogo, enquanto eles desenham os painéis de storyboard. A maioria dos outros programas são conduzidos por scripts. Nós não escrevemos scripts e isso fez toda a diferença!".
A equipe de roteiristas usa frequentemente suas experiências individuais ao longo da vida para inspirar as histórias de alguns episódios da série. Por exemplo, o episódio "Sailor Mouth", em que Bob Esponja e Patrick aprendem palavrões, foi inspirado pela experiência do diretor criativo Derek Drymon, que levou diversos sermões quando criança por falar palavrões na frente de sua mãe. Drymon disse: "A cena em que Patrick leva uma bronca do Seu Sirigueijo ao falar [palavrões], com Bob Esponja o imitando, é muito bonito com o que aconteceu na vida real". No final do episódio, onde o Seu Sirigueijo usa mais palavrões do que Bob Esponja e Patrick, foi inspirado "pelo fato de que a minha mãe [de Drymon] tem uma boca de marinheiro". No episódio "Secret Box", Bob Esponja quer ver o que Patrick esconde dentro de uma caixa "secreta". A ideia também partiu de Drymon pelo fato de que ele também tinha uma caixa secreta quando criança. Hillenburg comentou que "[ele] começou a nos dizer sobre isso. Nós queríamos fazer o divertimento dele e usá-lo".
A maioria dos episódios são divididos em dois segmentos de 11 minutos. Hillenburg explicou que "[eu] nunca quis [realmente] tentar deliberadamente escrever um episódio de meia hora". Ele acrescentou: "Eu escrevi os episódios onde me senti bem". Cada segmento de 11 minutos leva cerca de nove meses para ser produzido.

### Vozes originais
SpongeBob SquarePants tem nove membros em seu elenco principal: Tom Kenny, Bill Fagerbakke, Rodger Bumpass, Clancy Brown, Mr. Lawrence, Jill Talley, Mary Jo Catlett e Lori Alan. Kenny faz a voz de Bob Esponja e seu caracol de estimação Gary, o narrador francês, o pai do próprio personagem Harold SquarePants, o pirata Patchy e o vilão Bolha Suja. Kenny trabalhou anteriormente com Hillenburg na Vida Moderna de Rocko, e quando Hillenburg criou SpongeBob Square Pants, ele contatou Kenny para dublar a voz do personagem. Hillenburg utilizou a personalidade de Kenny e de outras pessoas para criar a personalidade de Bob Esponja. A voz de Bob Esponja foi originalmente usado por Kenny para um personagem chamado Al em Rocko's Modern Life, uma pequena fêmea de jacaré. Kenny disse que a estridente risada de Bob Esponja foi criada especificamente para ser única. Eles queriam uma risada irritante como as risadas de Popeye e Pica-Pau. Fagerbakke fornece as vozes de Patrick Estrela e de outros personagens da série, incluindo o prefeito da cidade. Em uma entrevista, Fagerbakke falou sobre o personagem e disse que era "extremamente gratificante". Bumpass dubla a voz de Lula Molusco e de outros personagens. Arthur Brown, autor de Everything I Need to Know, I Learned from Cartoons!, comparou a voz de Lula Molusco com a voz de Jack Benny. Ao passo que Hillenburg, Derek Drymon e Tim Hill estavam desenvolvendo o episódio piloto "Help Wanted", Hillenburg também estava realizando audições para encontrar vozes adequadas para os personagens. Hillenburg originalmente queria que Mr. Lawrence fornecesse a voz de Lula Molusco. Drymon disse: "Nós conhecíamos Doug, de Rocko['s Modern Life], onde ele foi um diretor de storyboard e fez a voz de Filburt. Estávamos mostrando a Doug o storyboard, e ele começou a ler de volta para nós em sua voz de Tony Tiger / Gregory Peck. Foi muito engraçado, e Bob Esponja [Calça Quadrada] teve de usar uma voz profunda quando entrou no Siri Cascudo pela primeira vez". Hillenburg gostou da voz e decidiu conceder a Lawrence parte do vilão Plankton. Lawrence também fornece a voz de Larry, a lagosta. Jill Talley, esposa de Tom Kenny, fornece a voz de Karen Plankton. Ela usa um sotaque de Chicago para o personagem e freqüentemente improvisa seu diálogo como Karen com o Sr. Lawrence.
O dublador veterano Clancy Brown realiza a voz do Seu Sirigueijo. As vozes de Senhora Puff e Pérola são veiculadas por Mary Jo Catlett e Lori Alan. Carolyn Lawrence dubla a voz de Sandy Bochechas. Carolyn conseguiu o papel de Sandy quando estava na vizinhança de Los Feliz, em Los Angeles. Ela conheceu a diretora de elenco Donna Grillo em uma calçada. Carolyn estava com um amigo que conhecia Grillo, que disse que Carolyn tinha uma voz interessante. Grillo levou Carolyn a uma audição, onde ela conseguiu o papel de Sandy.
Brian Doyle-Murray vozes o personagem convidado, o Holandês Voador. A Mãe Sirigueijo (mãe de Seu Sirigueijo), que estreou no episódio "Sailor Mouth", foi dublada pelo escritor Paul Tibbitt. No entanto, a atriz Sirena Irwin substituiu Tibbitt na voz da personagem, que apareceu com uma nova voz no episódio "Padrasto Inimigo", da quarta temporada. Tom Kenny retrata o pirata Patchy, presidente do fã-clube ficcional da série, enquanto Stephen Hillenburg dubla o papagaio de Patchy, Potty. Depois da renúncia de Hillenburg como comandante da animação em 2004, Tibbit começou a dublar a voz do papagaio Potty.
Além do elenco regular, alguns episódios apresentam vozes de profissionais com diferentes empregos, incluindo atores, atletas, autores, músicos e artistas. As vozes de alguns convidas especiais incluem Ernest Borgnine, que fez a voz do Homem Sereia entre 1999 até a sua morte, em 2012; Tim Conway dubla a voz do Mexilhãozinho; e Marion Ross faz a voz da Vovó Calça Quadrada. Outros convidados notáveis que prestaram aparições vocais incluem David Bowie como Senhor da Alteza Real no filme televisivo Atlantis SquarePantis. Johnny Depp fez a voz do guru de surf Jack Kahuna Laguna no episódio "SpongeBob vs. The Big One", e Victoria Beckham dublou a rainha Anfitrite no episódio "The Clash of Triton".
As sessões de gravação de voz sempre incluem um elenco cheio de atores, o que Kenny analisa ser "cada vez mais incomum". Kenny disse: "Isso é outra coisa que é dá a SpongeBob [SquarePants] sua sensação especial. Todo mundo está na mesma sala, fazendo o velho estilo [como o] dos programas de rádio. É assim que as coisas que gostamos foram gravadas". Jay Lender, um dos escritores do desenho, disse que "as sessões de gravação sempre são divertidas (...)". Para as três primeiras temporadas, Hillenburg e Drymon sentaram-se nos estúdios de gravação e dirigiram os atores. Na quarta temporada, Andrea Romano assumiu o papel de direção vocal. O dia de gravação dos episódios é quarta-feira, como de costume desde 1999, ano de estreia da série. A supervisora de fundição Jennie Monica Hammond disse: "Eu amo as quartas-feiras".

### Animação
Ao longo dos anos, SpongeBob SquarePants foi produzida internamente nos Nickelodeon Animation Studios, em Burbank, Califórnia, e animado nos Rough Draft Studios, na Coreia do Sul. Cerca de 50 pessoas trabalham na animação e  na produção de um episódio da série. De acordo com Lucas Brookshier, diretor de storyboard da série, "SpongeBob [SquarePants] é estruturada de uma forma diferente do que a maioria dos desenhos animados". A equipe no estúdio da Califórnia produz o storyboard de um episódio e a equipe da Coreia vai usá-lo. A equipe dos Rough Draft Studios animam os episódios com a mão, os colorem no computador, pintam os fundos e os enviam de volta para a equipe dos Nickelodeon Animation Studios, que editam e aplicam a trilha sonora nos episódios. Os projetos dos personagens são atualizados ou modificados a cada temporada para serem resolvidas questões técnicas em animação.
Animação tradicional A anima show mudou para a tinta e a pintura digital de animação durante a segunda temporada, em 2000. Em 2009, o produtor executivo Paul Tibbitt disse: "A primeira temporada da série foi feita de uma velha maneira em células, e cada célula tinha de ser pintada à parte, deixar secar, e pintar algumas outras cores. O processo ainda é um aspecto demorado, mas o meio digital de fazer as coisas significa que ele não leva muito tempo para ser corrigido".
Em 2008, a equipe decidiu usar a Wacom Cintiqs para os desenhos, em vez de lápis. O episódio da quinta temporada "Pest of the West" foi o primeiro da série em que a equipe aplicou esse método. Kenny Pittenger, designer da série, comentou que "a única diferença real entre a nossa forma de desenhar atualmente e a forma que desenhávamos antigamente é que nós abandonamos o lápis e o papel durante a quinta temporada". A equipe começou a mudança enquanto estava trabalhando no episódio. Pittenger disse: "Foi quando nós estávamos trabalhando em 'Pest of the West', um dos especiais de meia hora, que aconteceu a mudança. (...) Você percebeu?". A mudança para a Wacom Cintiqs deixaram os designers e os animadores desenharem em telas de computador e fazerem alterações imediatas ou desfazer erros. Pittenger disse: "Muitos neo-luditas (...) Quer dizer, muitos dos meus companheiros — não gosto de trabalhar com eles, mas eu acho que eles são úteis. Não há nenhum substituto para o imediatismo do desenho em um pedaço de papel, é claro, mas o absurdo náutico digital ainda é muito divertido".
Em 2012, a Nickelodeon produziu e estreou a oitava temporada com o episódio "It's a SpongeBob Christmas". O episódio foi o primeiro episódio de longa-metragem da série que foi produzido em animação stop motion. Mark Caballero, Seamus Walsh, e Christopher Finnegan de Screen Novelties o animaram; Caballero e Walsh também atuou como diretores do especial. A produção do episódio começou em outubro de 2011 em Los Angeles. De acordo com Finnegan, o episódio demorou cerca de cinco meses para ser produzido, com dois bimestres sendo usados para pesquisa, desenvolvimento e pós-desenvolvimento. Em 2009, a Screen Novelties também animou os títulos de abertura do episódio comemorativo de dez anos da série.

### Música
"[A música tem ido] principalmente a partir de canções de marinheiro e de música havaiana misturada com Roy Smeck e Pee-wee Herman — ainda é o principal estilo para o show — nos primeiros episódios, mas agora inclui os filmes West Side Story de [Henry] Mancini, Jerry Goldsmith e [Steven] Spielberg. Há dezenas de tipos da Broadway e coisas malucas e patetas que são velhas [e estranhas]. Tento empurrar o envelope neste show sem ficar no caminho da história, e eu tento empurrar o mais alto possível quando eu posso fugir com ele, todo o tempo mantendo-o mais engraçado e mais ridículo possível.

—Nicolas Carr comentando sobre a música da série.
A música-tema foi composta por Hank Smith Music, que consistia em Derek Drymon, Mark Harrison, Stephen Hillenburg e Blaise Smith. A canção interpretada pelo pirata Painty, dublado por Patrick Pinney. Uma regravação da canção foi feita pela artista canadense Avril Lavigne para a trilha sonora da adaptação cinematográfica da série. Outra regravação foi feita pelo grupo Violent Femmes, que foi feita a fim de divulgar o lançamento da segunda temporada da série em DVD. Os créditos finais da canção foram executados e compostos por Steve Belfer, amigo de Hillenburg da CalArts. Hillenburg falou com a ele sobre seu desejo de usar a música ukelele, e Belfer compôs a canção em seu próprio país. Drymon disse: "Faz muito tempo, é difícil ter certeza, mas eu me lembro de Hillenburg ter a música antes de Belfer, talvez antes do [episódio] piloto".
O editor de música da série e compositor principal é Nicolas Carr. Carr usa o Associated Production Music Library para a maioria das música de fundo para dar ao desenho seu estilo "over-the-top de Ren e Stimpy/Rocko". Hillenburg queria aproximar a música para SpongeBob SquarePants da mesma maneira que ele conseguiu em Rocko's Modern Life. Ele estava "muito interessado" na construção de uma biblioteca de músicas para a animação que poderiam ser reeditadas e reutilizados em vários episódios. Do mesmo modo, foi formada a orquestra Sponge Divers. Carr disse que o show tem "uma grande variedade de estilos para serem formados". Bandas de rock alternativo como Wilco, The Shins, The Flaming Lips e Ween, bem como as bandas de metal Pantera e Motörhead, fizeram aparições na série e em suas trilhas sonoras.

## Episódios
|                        | 1  | 20 (41) | 1 de maio de 1999       | 8 de abril de 2000      | 28 de outubro de 2003  | 7 de novembro de 2005  | 6 de outubro de 2003   | 30 de novembro de 2006 | 5 de junho de 2001    |
|                        | 2  | 20 (39) | 26 de outubro de 2000   | 26 de julho de 2001     | 19 de outubro de 2004  | 23 de outubro de 2006  | 8 de junho de 2005     | 30 de novembro de 2006 | 27 de outubro de 2004 |
|                        | 3  | 20 (37) | 5 de outubro de 2001    | 11 de outubro de 2004   | 27 de setembro de 2005 | 3 de dezembro de 2007  | 8 de outubro de 2005   | 8 de novembro de 2007  | 6 de novembro de 2005 |
|                        | 4  | 20 (38) | 6 de maio de 2005       | 24 de julho de 2007     | 12 de setembro de 2006 | 3 de novembro de 2008  | 7 de novembro de 2008  |                        |                       |
| 9 de janeiro de 2007   | 4  | 20 (38) | 6 de maio de 2005       | 24 de julho de 2007     |                        | 3 de novembro de 2008  | 7 de novembro de 2008  |                        |                       |
|                        | 5  | 20 (41) | 19 de fevereiro de 2007 | 19 de julho de 2007     | 4 de setembro de 2007  | 16 de novembro de 2009 | 3 de dezembro de 2009  |                        |                       |
| 18 de novembro de 2008 | 5  | 20 (41) | 19 de fevereiro de 2007 | 19 de julho de 2007     |                        | 16 de novembro de 2009 | 3 de dezembro de 2009  |                        |                       |
|                        | 6  | 26 (47) | 3 de março de 2008      | 5 de julho de 2010      | 8 de dezembro de 2009  | 29 de novembro de 2010 | 2 de dezembro de 2010  |                        |                       |
| 7 de dezembro de 2010  | 6  | 26 (47) | 3 de março de 2008      | 5 de julho de 2010      |                        | 29 de novembro de 2010 | 2 de dezembro de 2010  |                        |                       |
|                        | 7  | 26 (50) | 19 de julho de 2009     | 11 de junho de 2011     | 6 de dezembro de 2011  | 17 de setembro de 2012 | 12 de setembro de 2012 |                        |                       |
|                        | 8  | 26 (47) | 26 de março de 2011     | 6 de dezembro de 2012   | 12 de março de 2013    | 28 de outubro de 2013  | 30 de outubro de 2013  |                        |                       |
|                        | 9  | 26 (50) | 21 de julho de 2012     | 20 de fevereiro de 2017 | 10 de outubro de 2017  | TBA                    | TBA                    |                        |                       |
|                        | 10 | 11 (22) | 15 de outubro de 2017   | 2 de dezembro de 2017   | 31 de outubro de 2019  | TBA                    | TBA                    |                        |                       |
|                        | 11 | 26 (50) | 24 de junho de 2018     | 25 de novembro de 2018  | 1 de abril de 2020     | TBA                    | TBA                    |                        |                       |
|                        | 12 | 26 (48) | 11 de novembro de 2018  | 29 de abril de 2022     | 12 de janeiro de 2021  | TBA                    | TBA                    |                        |                       |
|                        | 13 | 13      | por anunciar            | por anunciar            | TBA                    | TBA                    | TBA                    |                        |                       |

## Personagens
SpongeBob SquarePants, conhecido na versão brasileira como Bob Esponja Calça Quadrada, é uma enérgica e otimista esponja do mar (embora sua aparência assemelhe-se a uma esponja de cozinha) que vive em um abacaxi ou ananás no fundo do mar com o caracol de estimação, Gary, que mia como um gato. Seu melhor amigo é Patrick Estrela (Patrick Star, no original), uma rosa, simpática e estúpida estrela do mar que vive debaixo de uma pedra, situada duas casas à esquerda de onde SpongeBob vive. Apesar de seus "retrocessos mentais", Patrick raramente fala coisas com sentido. Squidward (Lula Molusco, no Brasil) é vizinho de Bob Esponja e seu "colega" de trabalho no Krusty Krab (nome original), conhecido no Brasil como Siri Cascudo e Caranguejo Crocante em Portugal. Bob Esponja freqüenta a escola da Sra. Puff (Mrs. Puff, no original), que é um baiacu paranóico. Na escola, Bob Esponja aprende a dirigir barcos. Squidward é um arrogante e mal-humorado polvo (apesar de parecer-se com uma lula) que vive em um moai da Ilha de Páscoa e não gosta de seus vizinhos (especialmente Bob) devido a falta de maturidade e comportamento infantil de ambos. Ele gosta de tocar clarinete e pinta autorretratos, mas odeia seu emprego trabalhando no Krusty Krab. Sandy Bochechas (Sandy Cheeks, no original), é uma esquila texana e segunda melhor amiga de Bob Esponja.
Sandy é cientista e especialista em karatê. Ela vive em uma cúpula com uma árvore debaixo d'água. Quando sai de sua cúpula, ela usa um uniforme de astronauta, pois não pode respirar debaixo d'água. Seu Sirigueijo no Brasil e Senhor Krabs em Portugal (Mr. Krabs, no original), um avarento caranguejo obcecado por dinheiro. É o proprietário do Krusty Krab, chefe de Bob e Squidward, e pai de uma cachalote chamada Pérola (Pearl, no original). Pérola é uma baleia inteligente que é o oposto de Mr. Krabs: adora gastar dinheiro e é muito alegre. Os principais vilões da série são Plankton e Karen, que são rivais comerciais de Mr. Krabs. Plankton é um pequeno e verde copépode casado com a Karen, um supercomputador falante. Plankton e Karen possuem um fracassado restaurante, chamado Balde de Lixo (Chum Bucket, no original), localizado em frente ao Krusty Krab. Plankton passa a maior parte de seu tempo planejando roubar a fórmula secreta do popular hambúrguer de siri (exclusivo do Krusty Krab) para obter sucesso e empobrecer Mr. Krabs.

### Dublagem
| Personagem                           | Nome nos países lusófonos  | Voz original                                      | Dublador                                            |
| Principais                           | Principais                 | Principais                                        | Principais                                          |
| ------------------------------------ | -------------------------- | ------------------------------------------------- | --------------------------------------------------- |
| SpongeBob SquarePants                | Bob Esponja Calça Quadrada | Tom Kenny                                         | Wendel Bezerra                                      |
| Mr. Krabs                            | Seu Siriguejo              | Clancy Brown                                      | Luiz Carlos de Moraes                               |
| Squidward Tentacles                  | Lula Molusco               | Rodger Bumpass                                    | Marcelo Pissardini                                  |
| Sandy Cheeks                         | Sandy Bochechas            | Carolyn Lawrence                                  | Letícia Quinto                                      |
| Patrick Star                         | Patrick Estrela            | Bill Fagerbakke                                   | Marco Antônio Abreu                                 |
| Sheldon J. Plankton e Karen Plankton | Plankton e Karen           | - Plankton: Mr. Lawrence - Karen: Jill Talley     | - Plankton: Guilherme Lopes - Karen: Cecília Lemes  |
| Mrs. Puff                            | Senhorita Puff             | Mary Jo Catlett                                   | Arlete Montenegro                                   |
| Pearl Krabs                          | Pérola Siriguejo           | Lori Alan                                         | - Eleonora Prado - Tânia Gaidarji - Angélica Santos |
| Gary                                 | Gary Caracol               | Tom Kenny                                         | Não dublado                                         |
| Recorrentes                          |                            |                                                   |                                                     |
| Patchy the Pirate                    | Patchy                     | Tom Kenny                                         | Marcelo Pissardini                                  |
| Potty the Parrot                     | Polly                      | - Stephen Hillenburg - Paul Tibbit - Mr. Lawrence | Alfredo Rollo                                       |
| Narrator                             | Narrador Francês           | Tom Kenny                                         | - Tatá Guarnieri - César Marchetti                  |

## Cenários

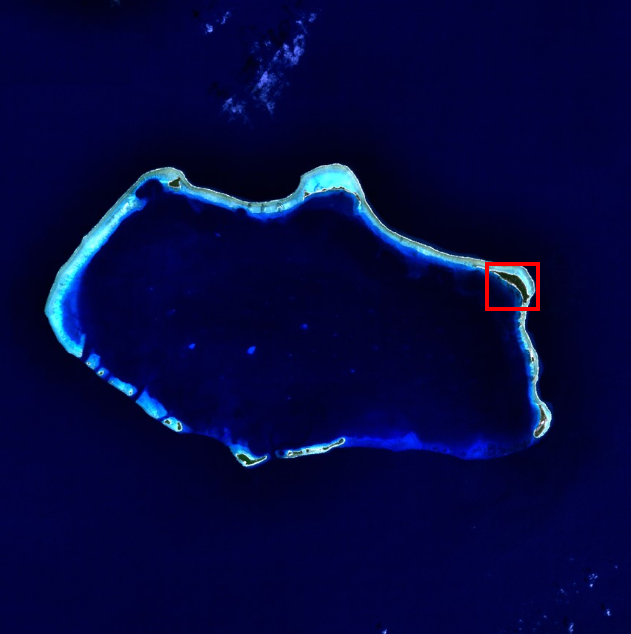
Atol de Bikini, com a Ilha de Bikini localizada no noroeste, marcado em vermelho.

Grande parte dos eventos da série ocorrem na cidade de Bikini Bottom (Fenda do Biquíni), uma cidade subaquática localizada no Oceano Pacífico abaixo do Atol de Bikini. Esta ilha tropical é mostrada no contexto da maioria dos episódios. Entretanto, apesar de implicações da localização da cidade, bem como analogias com a vida real, Hillenburg afirmou que ele pretende deixar a cidade isolada do mundo real, explicando a cena de paródia de Baywatch do filme do desenho simplesmente como uma referência para o seu show favorito. A maioria dos cidadãos da Fenda do Biquíni (grande parte são peixes) vivem em edifícios com temas principalmente aquáticos e usam "barcos móveis" — junção de carros e barcos — como modo de transporte, além de ônibus submarinos. Outros estabelecimentos notáveis presentes na cidade incluem o Siri Cascudo e a Escola de Pilotagem da Sra. Puff (Mrs. Puff's Boating School, no original), que se tornaram locais comuns na série desde suas primeiras aparições em 1999.
Quando a equipe começou a produção do episódio piloto, surgiu a ideia de projetar as ações em "locais onde (...) o show voltaria a repetir-se, e em que a maior parte das ações ocorreriam em lugares como o Siri Cascudo e a casa abacaxi de Bob Esponja". Hillenburg teve uma "visão clara" de como seria a aparência da série. A ideia era de "manter tudo náutico", para que a equipe usasse cordas, tábuas de madeira, rodas de navios, redes, âncoras, placas de caldeiras rebites.
A série apresenta um céu florido como um material principal de configuração. Este tipo de céu apareceu pela primeira vez no episódio piloto e, desde então, tornou-se uma característica comum ao longo da série. Quando o designer da série Kenny Pittenger foi questionado sobre o que era aquilo, ele respondeu: "Elas funcionam como formas de nuvens, mas uma vez que o show acontece debaixo d'água, eles não são realmente nuvens". Desde que a série foi influenciada por tiki, os pintores de fundo tiveram que usar diversos tipos de padrões. Pittenger disse: "Então, realmente, as flores do céu são principalmente um elemento lunático de design, que Steve [Stephen Hillenburg] evocou a aparência de uma cópia de flores havaianas ou algo assim. Eu não sei o que elas são".

## Exibição

### Original

#### Estados Unidos
SpongeBob SquarePants estreou no dia 1º de maio de 1999, após exibição dos Kids' Choice Award daquele ano. Os episódios exibidos foram "Help Wanted", "Reef Blower" e "Tea at the Treehome". Teve uma audiência de 6,9 pontos, o que equivale a 6,9 de telespectadores nos Estados Unidos. Estreou "oficialmente" em 17 de julho. Neste dia, foram exibidos os episódios "Bubblestand" e "Ripped Pants". Ao longo da temporada, a série teve uma média de mais de meio ponto para cada episódio exibido.

### Internacional
Internacionalmente, a série é exibida em países como a Austrália, a Nova Zelândia, o Canadá, a Índia, o Reino Unido, a Irlanda, o Brasil e Portugal. Na Irlanda, no Canadá e na Austrália, é transmitida nos canais TG4, YTV, Teletoon (ambos do Canadá) e Eleven, respectivamente.

#### Brasil
No Brasil, SpongeBob SquarePants estreou na Nickelodeon em 7 de fevereiro de 2000, na Rede Globo como parte da TV Globinho, enquanto o SBT exibiu apenas o filme da série. Em março de 2015, no entanto, o SBT adquiriu os direitos do desenho e passou a exibi-lo em abril do mesmo ano, em conjunto com Teenage Mutant Ninja Turtles, The Fairly OddParents e a série Kenan & Kel. Em 2022, após o fim do Bom Dia e Cia do SBT, a Rede Brasil passou a exibir o desenho. A partir do dia 18 de abril de 2023, a TV Evangelizar também começou a exibir a série ás terças. A partir do dia 12 de outubro de 2024, o SBT voltará a exibir o desenho como parte do Sábado Animado.

#### Portugal
Em Portugal, começou por ser exibida em 2000, pela SIC, até 2004, não ganhando muitos fãs. Em 2005, aquando da estreia da versão portuguesa do canal Nickelodeon, SpongeBob SquarePants começou a fazer bastante sucesso, sendo também o programa infantil a inauguar o canal. Em 2009, é exibido no seu idioma original e com legendas em Português, na MTV, às 19h35.[carece de fontes?]
Em 2009, começou a ser exibida na TVI, onde esteve no ar durante um longo período de tempo. Entre 2012 e 2013, numa parceria TVI/Nickelodeon, foi criado bloco de séries infanto-juvenis Kid Kanal (atualmente extinto), onde outras séries da Nickelodeon, para além de SpongeBob SquarePants passaram no canal. A última transmissão na TVI foi em 2013. O filme do Spongebob SquarePants também passou na TVI, no dia 25 de dezembro de 2012, de manhã, com a dobragem portuguesa da Nickelodeon.[carece de fontes?] Em 2017, o filme voltou a ser exibido no Canal Hollywood, mas com uma dobragem portuguesa diferente da TVI e da Nickelodeon.[carece de fontes?] O filme SpongeBob SquarePants: Esponja Fora de Água foi exibida na Nickelodeon em 18 de dezembro de 2015, com uma dobragem portuguesa, depois foi exibida na MTV em 2017, com a mesma dobragem da Nickelodeon. Já no verão de 2018, foi exibida pela TVI com a mesma dobragem da Nickelodeon e da MTV, mas em 2019, é transmitido pelo Hollywood mas com uma dobragem portuguesa diferente da Nickelodeon, da MTV e da TVI. No verão de 2020, foi transmitida pela SIC com a mesma dobragem do Hollywood.[carece de fontes?]

### Décimo aniversário
Em 2009, a Nickelodeon começou a celebrar o 10º aniversário do show com Square Roots: The Story of SpongeBob SquarePants (br: Raízes Quadradas: A História de Bob Esponja Calça Quadrada), um documentário especial criado pelo cineasta Patrick Creadon, que discute a história da animação e da ascensão "desde a absorção do personagem até o estrelato da cultura pop". Hillenburg comentou: "Há dez anos. Nunca imaginei trabalhar no show durante esta data e durante este tempo", e concluiu dizendo: "Eu realmente imaginei que poderíamos ter uma temporada e um culto de seguidores, e que poderia ser ela". Em uma entrevista, Tom Kenny disse: "O que eu estou mais orgulhoso é de que as crianças ainda realmente gostam [do desenho] e se preocupam com isso. (...) Elas aguardam ansiosamente por novos episódios. Pessoas que eram crianças quando [a série] começou há dez anos ainda estão assistindo e curtindo, e acho que é engraçado. Para mim, isso é um copo de amor".
A Nickelodeon transmitiu uma maratona especial televisiva de 50 horas e meia, intitulada "The Ultimate SpongeBob SpongeBash Weekend"(br:A Semana Suprema de Bob Esponja Calça Quadrada). A maratona contou com os 10 episódios mais memoráveis, escolhidos pelos telespectadores em uma votação na página Nick.com. A noite culminou com a transmissão do filme da série às 20:00 (23:00 em horário sul-americano). Em 19 de julho, estrearam 10 novos episódios, incluindo o episódio especial "To SquarePants or Not to SquarePants". Em 22 de setembro de 2009, a Paramount Home Entertainment lançou um conjunto especial de DVD com duração de 2 200 minutos, intitulado The First 100 Episodes. Um segundo filme televisivo, intitulado Truth or Square, estreou na Nickelodeon em 6 de novembro seguinte. Diversas celebridades fizeram aparições no filme, incluindo Rosario Dawson, LeBron James, Tina Fey, Will Ferrell, Craig Ferguson, Robin Williams e P!nk, enquanto Ricky Gervais narrou a abertura e o fechamento do especial.

## Controvérsias
Em 2005, um vídeo on-line que mostrou clipes de SpongeBob SquarePants e outros espetáculos infantis marcados com a música "We Are Family" de Sister Sledge para promover diversidade e tolerância foi atacado por um grupo evangélico nos Estados Unidos, porque viram Bob Esponja sendo usado para "defenda a homossexualidade". James Dobson da Focus on the Family, acusou o vídeo de promover a homossexualidade, por ser patrocinado por um grupo pró-tolerância. O incidente acentuou as dúvidas sobre se Bob Esponja é gay ou não. Embora o personagem tenha desfrutado de popularidade entre os espectadores gays, o criador da série Stephen Hillenburg já havia negado a questão três anos antes, esclarecendo na época que ele considera o personagem "um pouco assexual". Após os comentários de Dobson, Hillenburg reafirmou sua posição, afirmando que a preferência sexual não desempenha um papel no que eles estão "tentando fazer" com a série. Tom Kenny e outros membros da produção estavam perturbados por tal assunto ter surgido. Dobson afirmou posteriormente que seus comentários foram retirados do contexto e que suas queixas originais não foram com Bob Esponja, o vídeo ou qualquer um dos personagens do vídeo, mas sim com a organização que patrocinou o vídeo, a Fundação We Are Family. Dobson disse que a Fundação We Are Family publicou material pró-gay em seu site, mas depois o removeu. Depois da controvérsia, John H. Thomas, ministro geral e presidente da United Church of Christ, disse que acolheriam Bob Esponja em seu ministério. Ele disse "Jesus não desviou as pessoas. Nem nós".
Jeffery P. Dennis, autor do artigo "Queertoons", argumentou que Bob Esponja e Sandy não estão romanticamente apaixonados, acrescentando que ele acredita que Bob Esponja e Patrick "estão emparelhados com uma intensidade possivelmente erótica". Martin Goodman da Animation World Magazine descreveu os comentários de Dennis sobre Bob Esponja e Patrick como "interessantes".  Website ucraniano Família Sob a Proteção da Virgem Santa, que tem sido descrito como um grupo "marginalista católico" pelo The Wall O Street Journal fez uma crítica ao SpongeBob SquarePants por sua suposta "promoção da homossexualidade". O grupo tentou proibir a série, juntamente com várias outras propriedades infantis populares. A Comissão Nacional de Peritos da Ucrânia sobre a Proteção da Moralidade Pública retomou o assunto para revisão em agosto de 2012.
Em abril de 2009, o Burger King lançou um novo tema de Bob Esponja com uma paródia da música "Baby Got Back" de Sir Mix-a-Lot. A Campanha por uma Infância Livre de Comerciais protestou contra o anúncio por ser sexista e em particular sexual, especialmente considerando que uma base de fãs do Bob Esponja inclui as crianças pequenas. Em Inglês divulgado pelo Burger King e pelo Nickelodeon, as empresas que participaram da campanha foram dirigidas aos pais.
Um estudo de 2011 conduzido na Universidade da Virgínia e publicado na revista Pediatrics sugeriu que permitir que o público em idade pré-escolar assistisse à série causou interrupções de curto prazo na função mental e no tempo de atenção devido a frequentes mudanças de tiro. Um executivo da Nickelodeon respondeu em uma entrevista que a série não foi planejada para uma audiência daquela idade e que o estudo usou "metodologia questionável e possivelmente não poderia fornecer a base para qualquer descoberta válida que os pais pudessem confiar".
Vários episódios da série foram sujeitos a controvérsia também. Em um relatório intitulado Wolves in Sheep's Clothing, que documenta o aumento de conteúdo potencialmente violento, profano e sexual na programação infantil, o Parents Television Council, um grupo de mídia de vigilância, alegou que o episódio da 2ª temporada de Bob Esponja Calça Quadrada "Sailor Mouth" foi implícito. tentativa de promover e satirizar o uso de palavrões entre as crianças, enquanto "Spongebob Last Stand" e "Selling Out" receberam críticas por promoverem o ambientalismo e a política de esquerda devido ao seu retrato negativo das grandes empresas. "Spongebob, You're fired", um episódio de 9ª temporada de 2013, ganhou uma controvérsia pesada e provocou um debate político sobre seu retrato do desemprego. Depois da Fox News e do New York Post comentaram sobre o episódio, Media Matters for America acusado as duas organizações de usar o episódio para "atacar a rede de segurança social". Esta afirmação foi repetida por Al Sharpton, que afirmou que o "novo herói" dos conservadores é "uma esponja que vive em um abacaxi no fundo do mar".

## Recepção

### Audiência e conquistas
Em 2001, a série conseguiu a vice-liderança entre os programas infantis mais populares da Nickelodeon, depois de Rugrats. Quase 40% da audiência do programa era de 2,2 milhões de telespectadores, dos quais tinham entre 18 e 34 anos de idade. Como resultado, a Nickelodeon expandiu a exposição do desenho na televisão a partir de sábado de manhã em um tempo quasi-primo, transmitindo a animação às 6 horas da manhã, de segunda-feira a quinta-feira. Em 2001, a Nickelodeon levou a "classificação coroada de sábado de manhã" pela quarta temporada consecutiva, atingindo uma classificação de 4,8/21 de participação (1,9 milhões de espectadores) por crianças entre dois e onze anos de idade, aumentando 17% de audiência em relação ao ano anterior. Durante sua terceira temporada, SpongeBob SquarePants ultrapassou Rugrats e ganhou o título de programa infantil de maior audiência na TV a cabo americana, com uma classificação de 6,7 pontos de audiência, das quais cerca 2,2 milhões eram de crianças entre dois e onze anos que assistiam a série no segundo trimestre de 2002, significando um aumento de 22% em relação a 2001. A Forbes chamou o desenho de "um pote de mel de 1 bilhão de dólares", e disse que a série foi "a única responsável por fazer a Nickelodeon o canal a cabo mais visto do durante o dia e o segundo canal mais popular durante o horário nobre". Também foi relatado que, dos 50 milhões de espectadores que assistiam a animação a cada mês, 20 milhões eram adultos.
Em outubro de 2002, outra série animada da Nickelodeon, intitulada The Fairly OddParents (Os Padrinhos Mágicos) foi classificada como o segundo programa mais popular do público infantil entre dois e onze anos de idade. Na época, a média de audiência da série empatava com SpongeBob Square Pants, tendo uma média de 2,2 milhões de espectadores por episódio. Com o passar do tempo a série ultrapassou brevemente ultrapassou SpongeBob Square Pants, que se classificou em segundo lugar. The Fairly OddParents registrava uma audiência de 6,2 pontos com cerca de 2,5 milhões de espectadores infantis entre 2-11 anos, enquanto SpongeBob SquarePants possuía uma média de 6 pontos, sendo que 2,4 milhões eram crianças entre 2-11 anos de idade que assistiam a série. A Nickelodeon "reconheceu" The Fairly OddParents como a série de maior sucesso da emissora e a instalou em um horário anteriormente ocupado por Bob Esponja, às 8 horas da manhã. Em uma entrevista, Cyma Zarghami, presidente da Nickelodeon comentou: "Estamos apostando no fato de que Os Padrinhos Mágicos estarão ao lado de Bob Esponja? (...) Estamos esperando. Mas Bob Esponja é tão único, é difícil dizer se ele vai estar sempre se repetido".
SpongeBob SquarePants é a série de maior duração da Nickelodeon. Durante sua oitava temporada, tornou-se a série da Nickelodeon com o maior número de episódios, superando os 172 episódios de Rugrats, com 178 episódios transmitidos até então. Foi anunciado que a nona temporada da série teria cerca de 26 episódios, o que levaria a série atingir seu ducentésimo episódio. Em um comunicado, Brown Johnson, presidente de animação da Nickelodeon, disse que "o sucesso alcançando por Bob Esponja em mais de 200 episódios é testemunho da visão do criador Stephen Hillenburg da sensibilidade para a comédia e de seus personagens adoráveis e dinâmicos. A série agora se junta ao clube de clássicos Nicktoons, porque atingiu um valor de referência, por isso estamos muito orgulhosos".